# 屏東縣民公園
屏東縣民公園，別名阿猴1909綠水園區或臺糖縣民公園，二期工程於2021年2月5日正式竣工。全區坐落於屏東市區南郊，前身為屏東糖廠及屏東紙漿廠，在時任屏東縣長潘孟安及縣府團隊耗時五年的精心打造下轉型成生態公園，園區約有98%位於義勇里境內，面積約20公頃，為屏東市境內占地最廣的公園，園區主打為「殺蛇溪水岸生態」及「舊紙漿廠復甦再造」，在遊憩之餘，亦教育民眾屏東發展史及水岸生態保育之觀念，亦可視為一座多功能複合式的公園及全台首座結合工業遺址、水岸廊道、綠帶及人造觀光設施的新型態公園。

## 歷史簡述
園區前身為成立於兩蔣時代的屏東紙漿廠，1994年停工後閒置至今。直到2014年民主進步黨籍的潘孟安縣長就職後，開始著手規畫讓荒廢的園區再造，耗時五年的規劃與動工終成今日鴻猷。整體觀之，該公園之興建工程約莫分為兩期。

第一期：即園區東半部。開放兒童遊戲區、糖廠倉庫內部整修、工藝品、植栽、大部分草坪鋪設與紙漿廠遺址。

第二期：即園區西半部。進一步打造殺蛇溪親水空間、燈飾配置、自行車道、生態園區、地坑再設計、原糖廠引水道重整、觀景台、在水一方、秘境花園、龍翔橋等建設。

## 園區簡介

### 入口
- 1號(西)入口：復興路(台27線)
- 2號(南)入口：和生路一段(台1線)
- 3號(東)入口：工業六路（屏東工業區）
- 4號(北)入口：台糖街

### 參觀景點
- 地標塔：位於公園西南側，在此可眺望殺蛇溪、舊糖廠及大半個園區。
- 殺蛇溪觀景步道：全長約1.2公里的殺蛇溪河畔，搭配植栽與燈光，加上與左岸、右岸、五分車鐵道及舊引水道相互整合，顯得美輪美奐。
- 地坑遺址：為日據時代所留下，非縣府工程團隊刻意營造，用途主要作為當時糖廠人員辦公用的地下室，戰爭時期兼具避難功能。
- 在水一方：直徑約47公尺之圓形水池，東側開一條直通圓心的1.5米小徑，水面倒影適合拍照。
- 秘境花園：位於在水池第3處，日落劇場演出場地之一，可座位休憩上方有鏡面遮蔽。
- 雙園遊憩：孩童遊戲區，一園為彈跳床、另一園為沙坑。
- 地景劇場：地標塔旁的圓形劇場，降挖式可以產生迴音效果，日落劇場演出場地之一。
- 鄰水步道：園區三階層式水池，屬於退堤功能可當滯洪功能。

### 周邊景點
- 屏東棒球場
- 屏東火車站
- 屏東公園
- 屏東夜市
- 萬年公園
- 屏東工業區
- 屏東糖廠
- 屏東高工

## 交通

### 開車
- 國道三號下屏東交流道後，行駛台27線往南約8公里後左轉台糖街後續行約1公里即可抵達。
- 國道三號下麟洛交流道後，行駛台1線往北約5公里後右轉工業六路後續行約1公里即可抵達。

### 公車
| 路線號碼 | 營運區間                       | 公車站牌       |
| -------- | ------------------------------ | -------------- |
| 506      | 廣勝路口－縣民公園             | 縣民公園       |
| 506A     | 屏東轉運站－屏東縣民公園       | 縣民公園       |
| 701      | 屏東醫院－大洲衛生室           | 縣民公園       |
| 702      | 屏東醫院－玉成社區             | 縣民公園       |
| 703      | 屏東醫院－大春                 | 縣民公園       |
| 515      | 廣勝路口－屏東家扶中心         | 台糖前         |
| 8201     | 屏東－廣安－萬丹               | 復興國小、新寮 |
| 8202     | 屏東－廣安－內－東港           | 復興國小、新寮 |
| 8203     | 屏東－社皮－五房－東港         | 復興國小、新寮 |
| 8208     | 屏東－萬丹－潮州               | 復興國小、新寮 |
| 8209     | 屏東－潮州－來義(暫行駛至古樓) | 復興國小、新寮 |
| 8210     | 屏東－潮州－建功               | 復興國小、新寮 |
| 8212     | 屏東－潮州－泰武－武潭         | 復興國小、新寮 |
| 8215     | 屏東－北勢－東港               | 復興國小、新寮 |

### YouBike微笑單車2.0屏東公共自行車
- 台糖復興路口站
- 縣民公園機車停車場站

## 獎譽
- 國際獎項
- 2023全球卓越建設獎（FIABCI World Prixd'Excellence Awards）環境類(Environmental Category)銀獎
- 2022 德國設計獎 German Design Award-最佳建築 金獎（Excellent Architecture）
- 2021 德國標誌性設計獎 ICONIC AWARDS Innovative Architecture 首獎（Best of Best）
- 2021 美國建築大師 Architecture Master Prize 都市設計類獎 Urban Design Winner
- 2021 美國建築大師 Architecture Master Prize 公共空間類獎 Public Design Winner
- 2021美國繆斯設計獎（MUSE Design Awards）首獎
- 2021美國Architizer─A + AWARDS人氣獎
- 2021歐洲Landezine -LILA特別推薦獎
- 義大利國際設計獎 (A'Design Award)
- 2021美國Architizer─A + AWARDS榮獲景觀設計類人氣獎（Popular Choice Winner）
- 歐洲Landezine -LILA（Landezine International Landscape Award）國際景觀大獎榮獲2021公共景觀特別獎(Special Mention)
- 日本優良設計獎（Good Design Award）
- 國際景觀建築師協會舉行亞太區景觀大賞(IFLA ASIA-PAC LA Awards)榮譽
- 2021國際設計獎 IDA Award 地景建築類 銅獎（Architecture-Landscape, Bronze)
- 2021 亞洲設計獎 DFA （Design for Asia Award Bronze Award)銅獎

屏東縣民公園形象影片「Time will tellTime will tell」
1.2022全球短片影展
（Global Short Film Awards CannesGlobal Short Film Awards Cannes）最佳視覺效果獎最佳視覺效果獎(法國)
2.第44屆日本國際觀光影像節
（JWTFFJWTFF，Japan World’Japan World’s Tourism Film Festivas Tourism Film Festivall）最佳東亞影像獎
3.2022德國紅點品牌與行銷獎
```
(Red Dot Design Award: Brands & Communication Design 2022）
```

4.2022美國高峰創意大獎
（Summit Creative Award）金獎
- 國內獎項
- 2020台灣景觀大賞
- 2021 國家卓越建設獎
- 2021台北設計獎 公共空間銅獎
- 2021台灣光環境獎 決選
- 2021台灣建築獎 入圍獎
- 2021 Shopping Design 台灣設計Best 100/年度建築空間設計
- 2021 Lavie 創意力100/ 創意場域獎
- 2022屏東燈節屏東燈節--屏東縣民公園燈區屏東縣民公園燈區

## 相關園區
- 屏東公園
- 高屏溪河濱公園
- 舊鐵橋溼地公園
- 臺中公園
- 嘉義公園
- 高雄都會公園
- 鳥松濕地公園

## 圖片

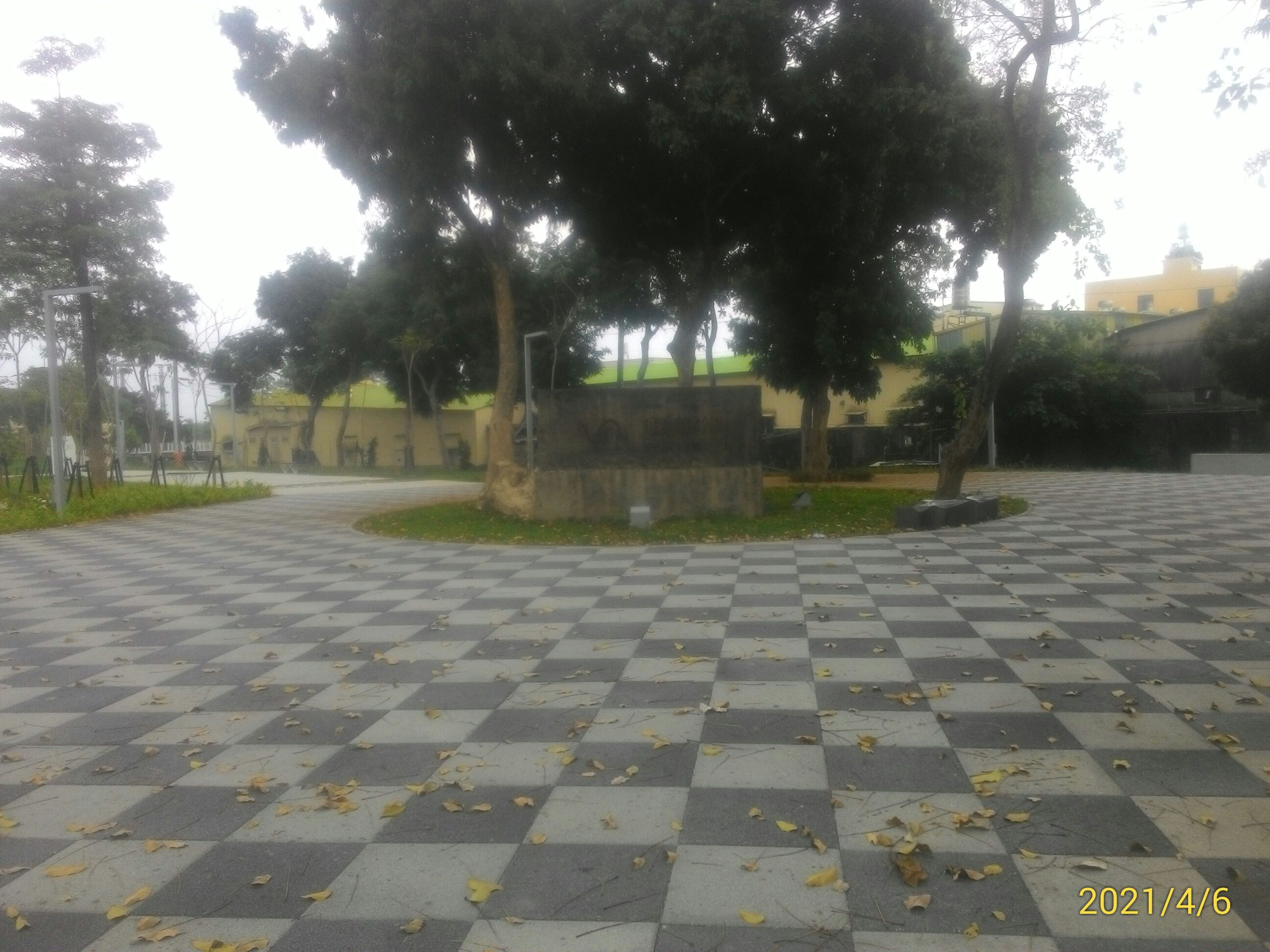
屏東縣民公園–復興路(西)入口
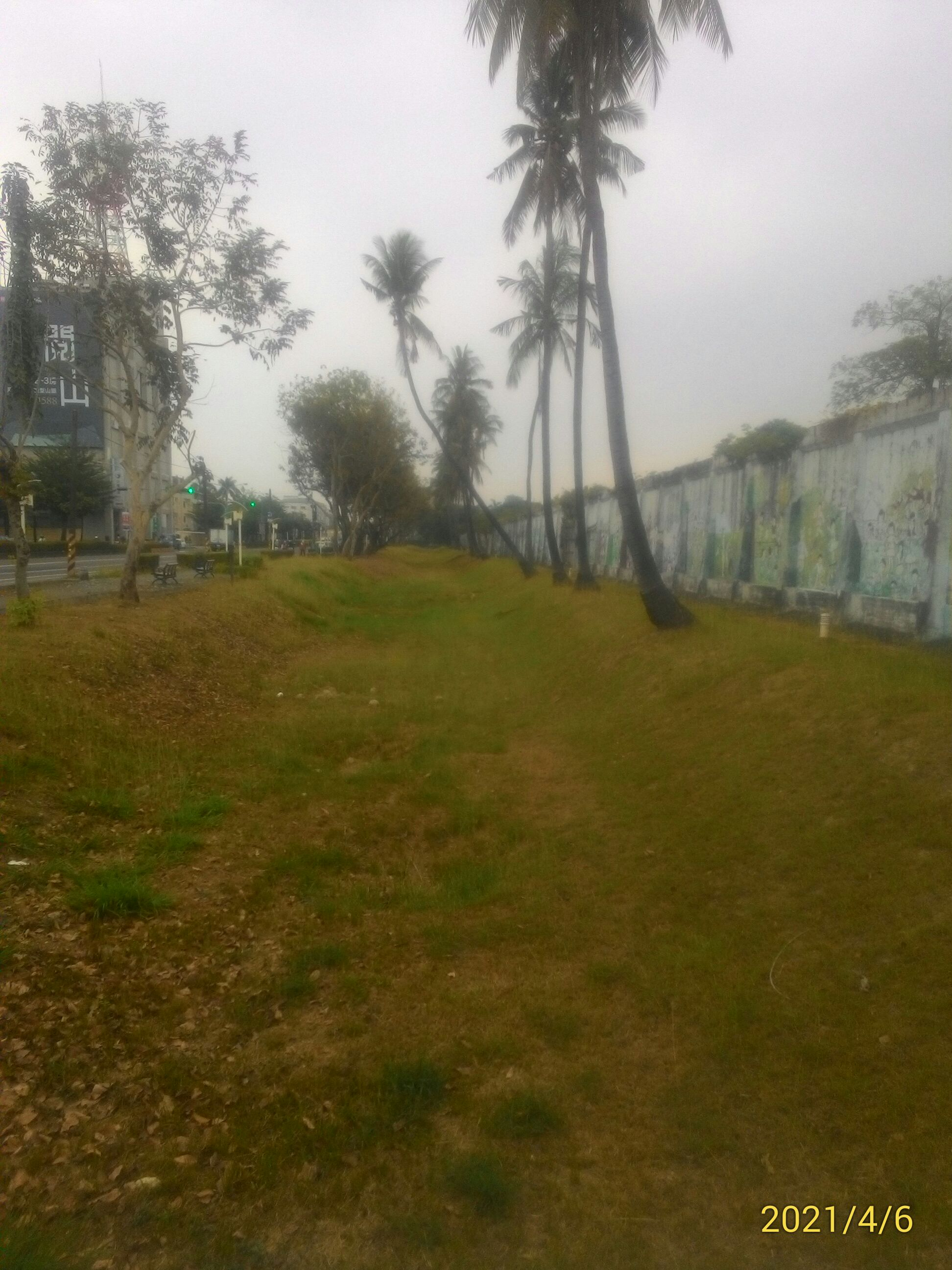
舊屏東糖廠排水溝
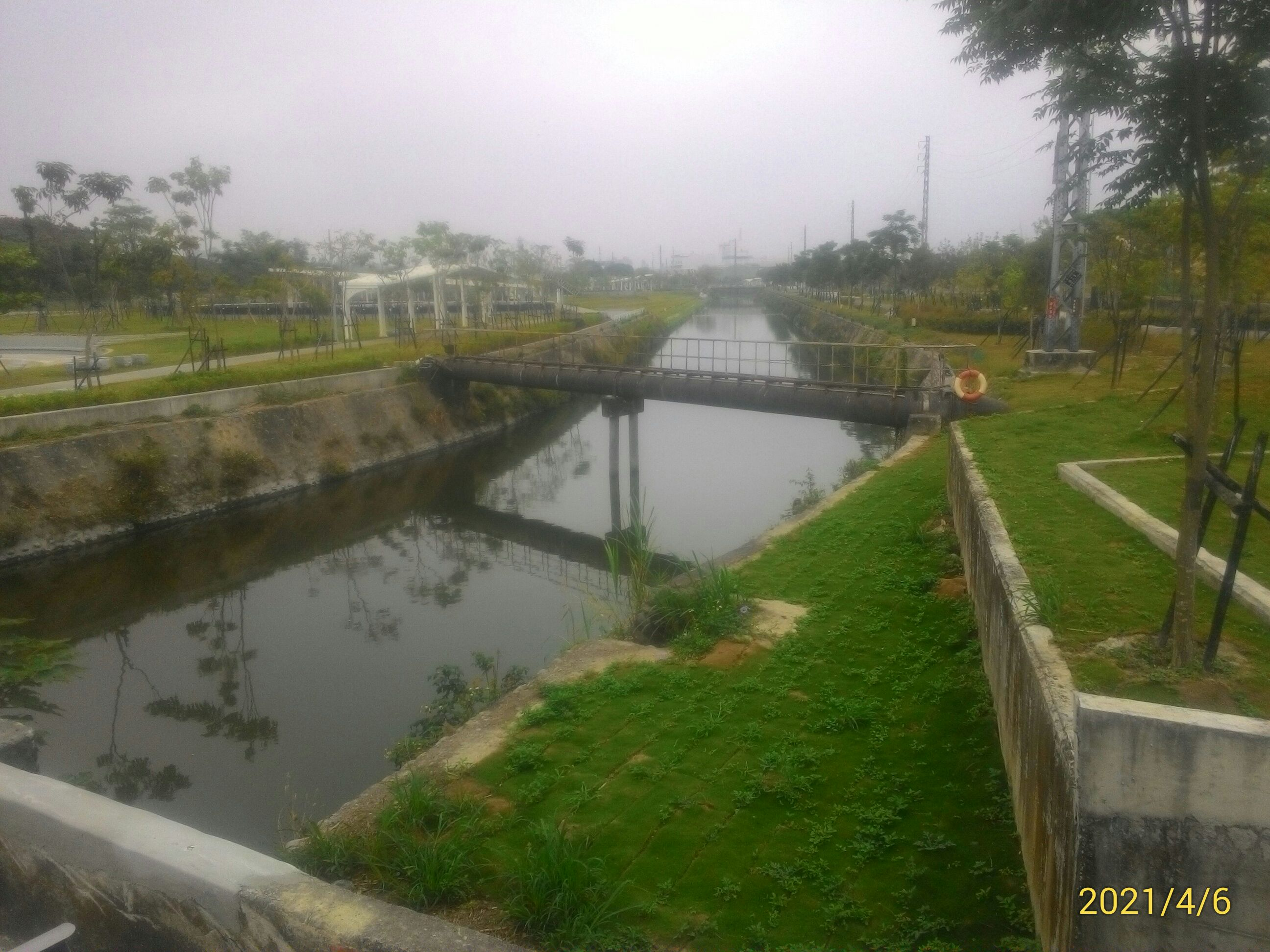
殺蛇溪水岸步道
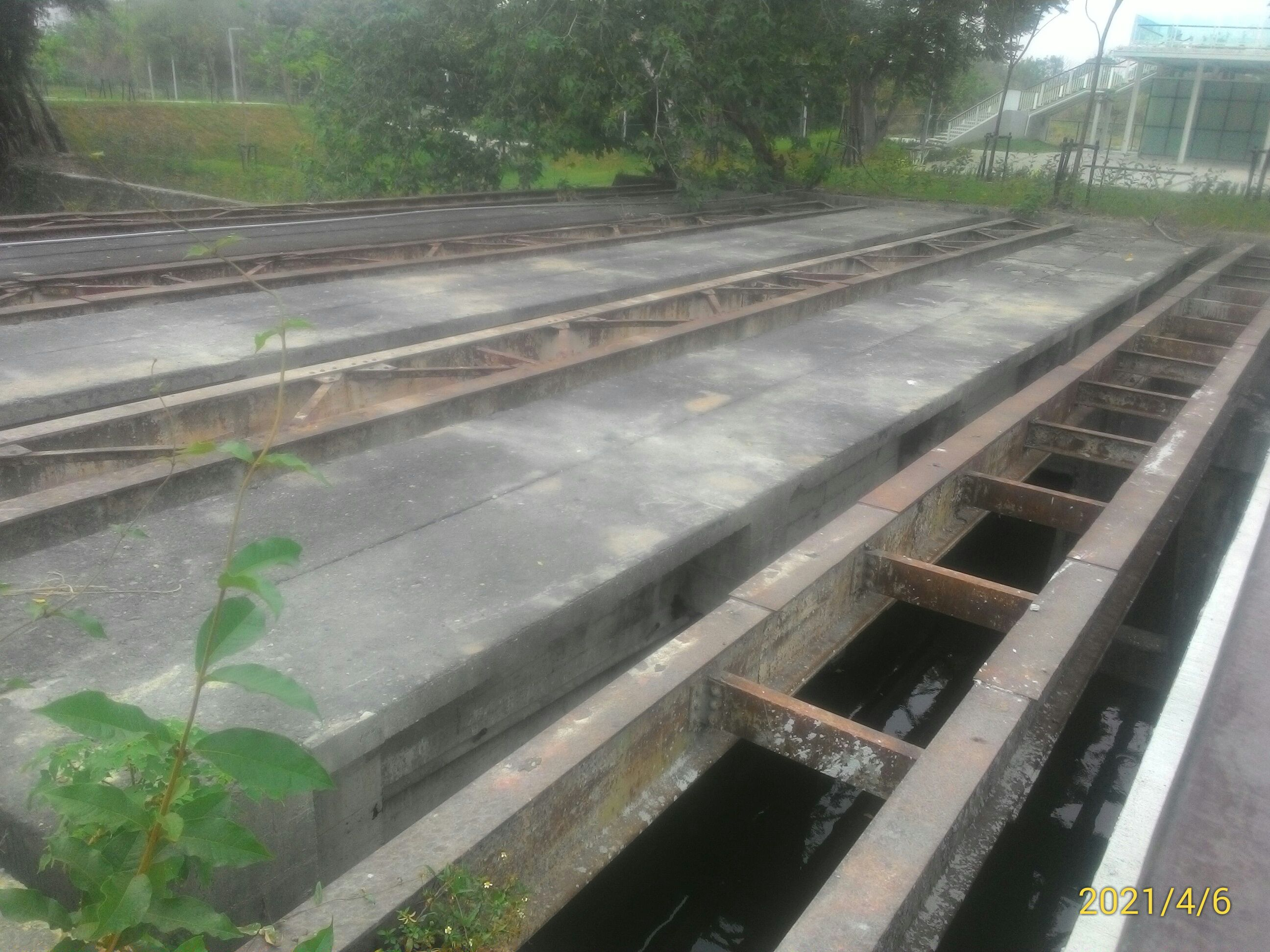
日據時代興建的五分車鐵道橋樑(殺蛇溪)
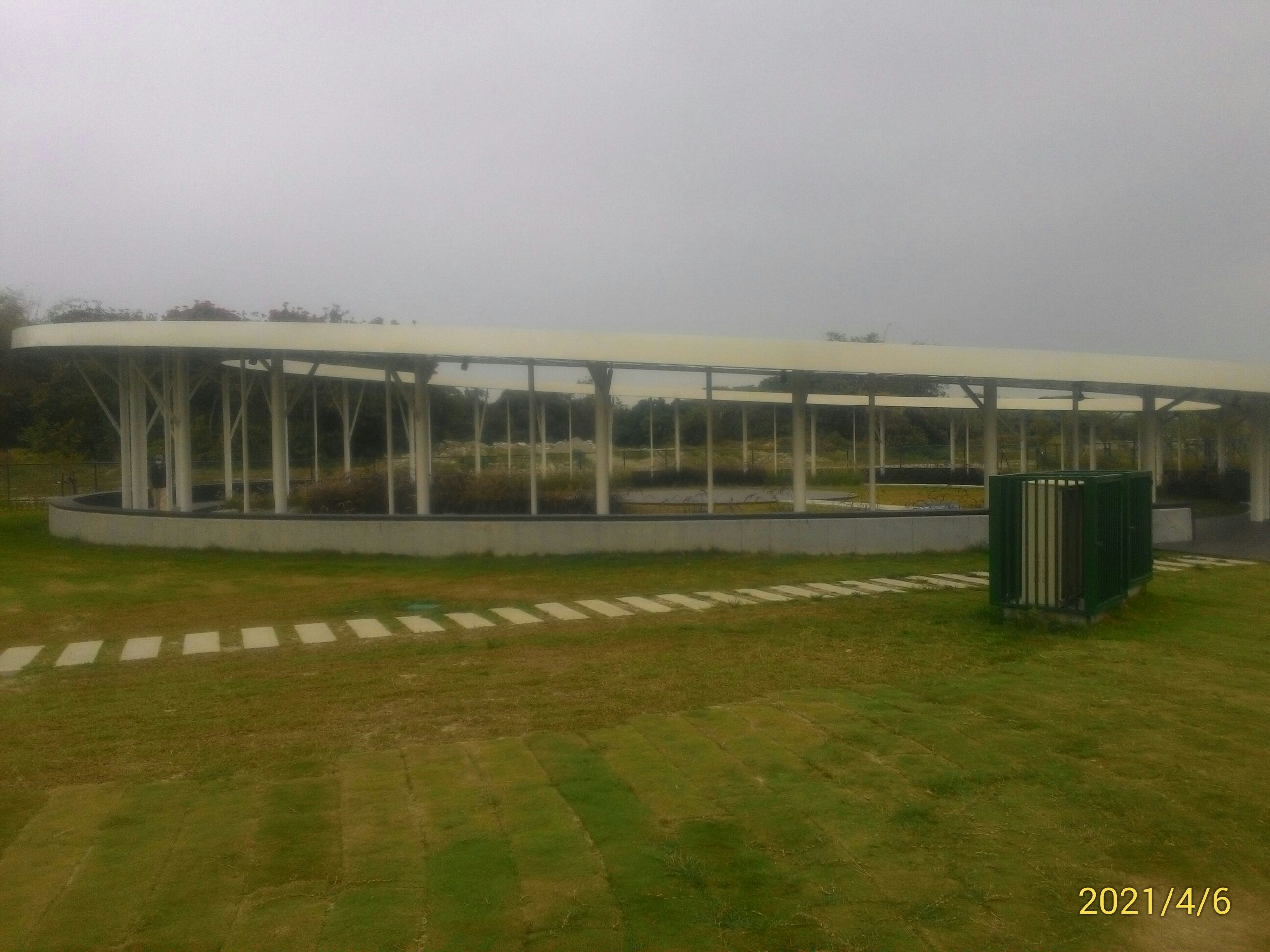
屏東縣民公園–秘境花園
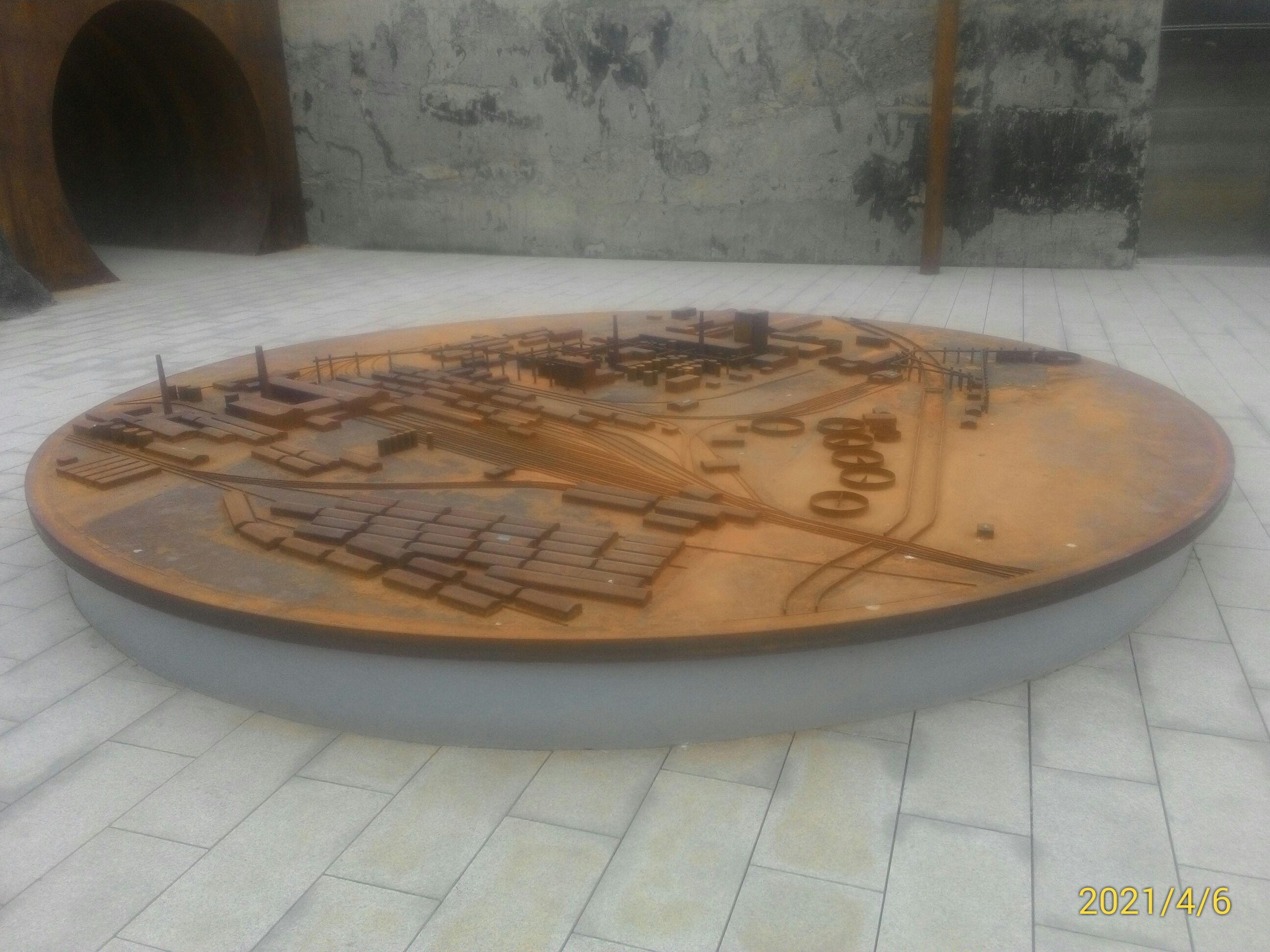
屏東縣民公園–地坑（舊屏東車站鋼鐵模型）
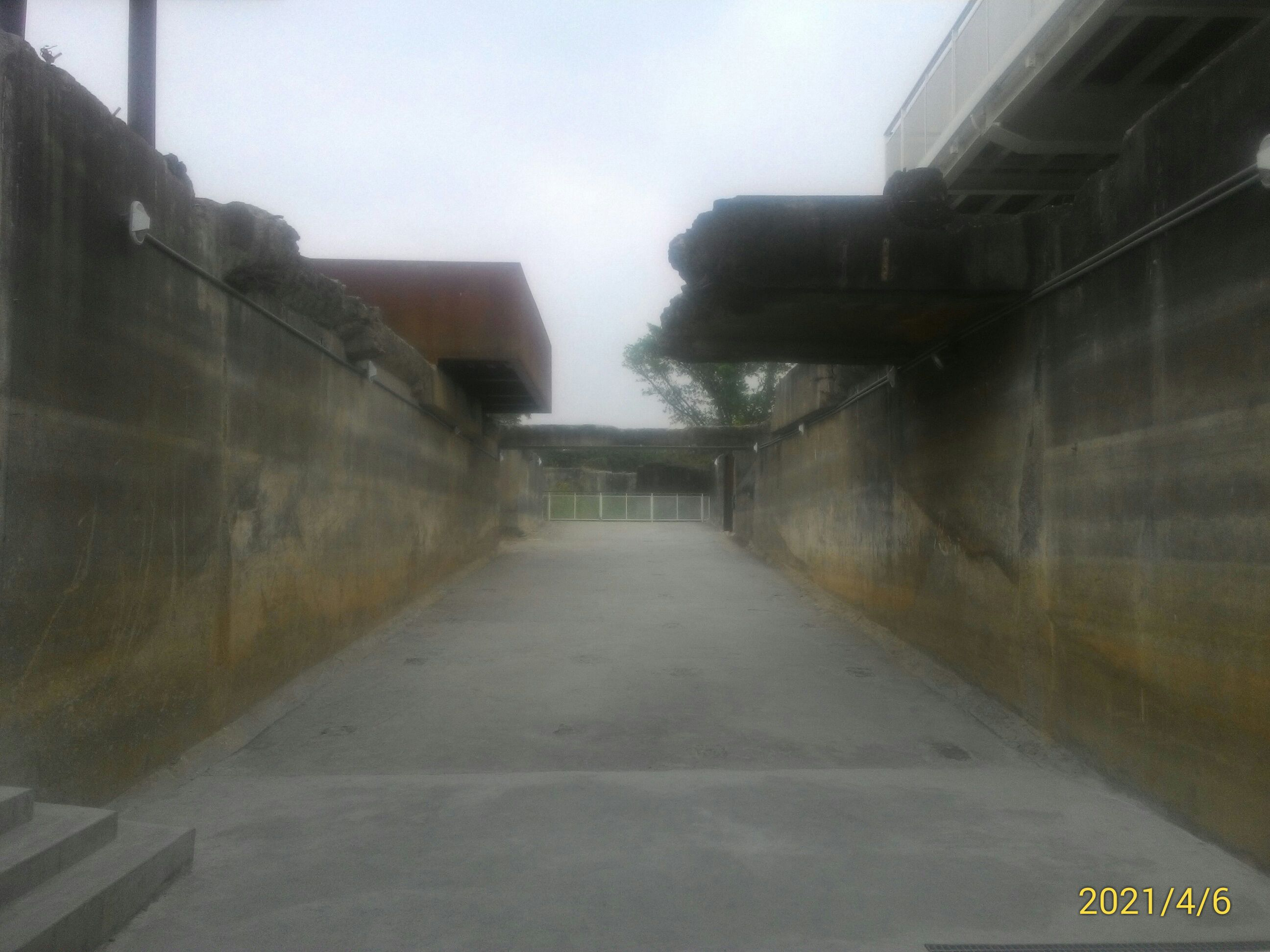
屏東縣民公園–地坑
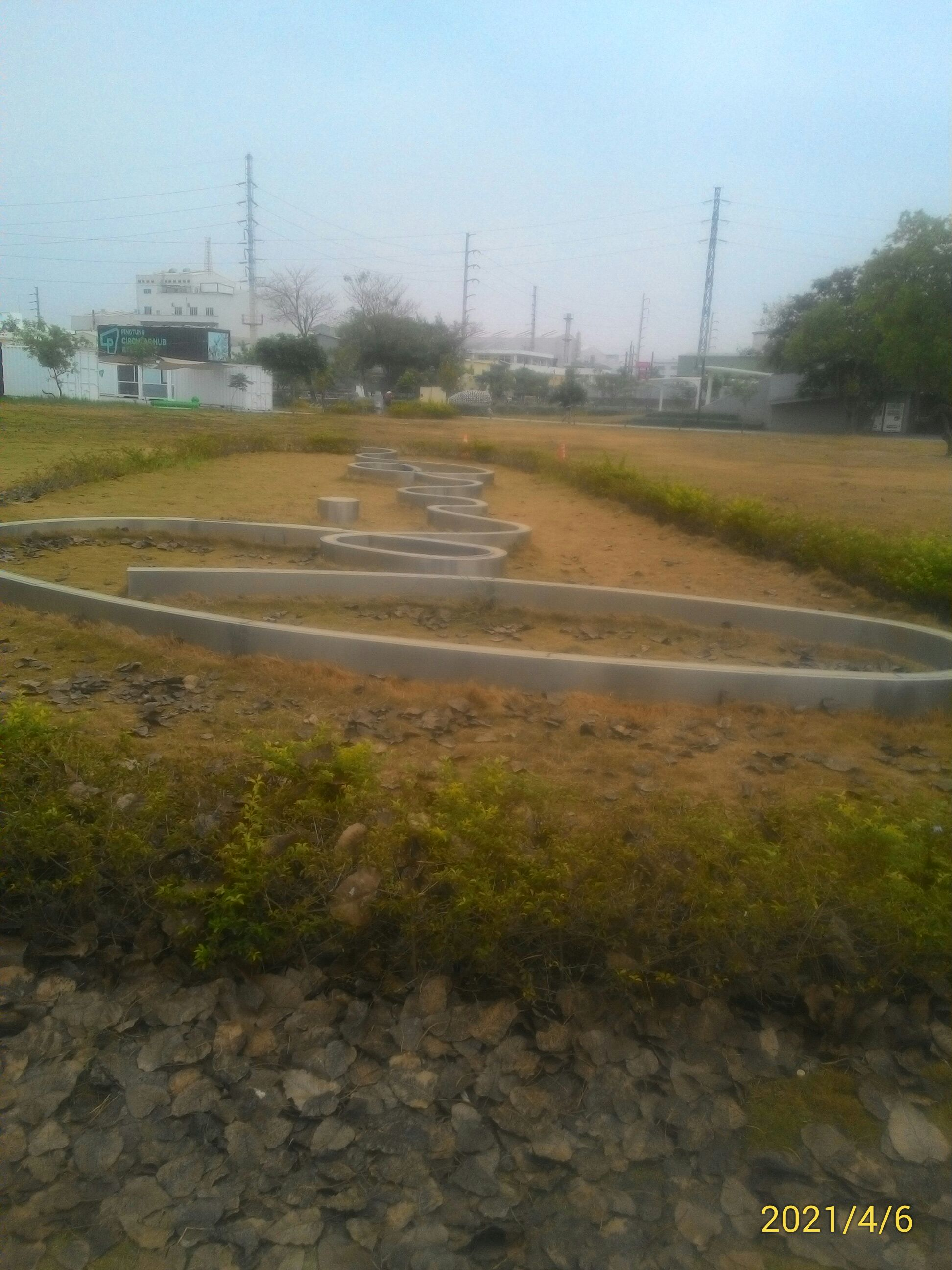
屏東縣民公園藝術品 – 「光河」
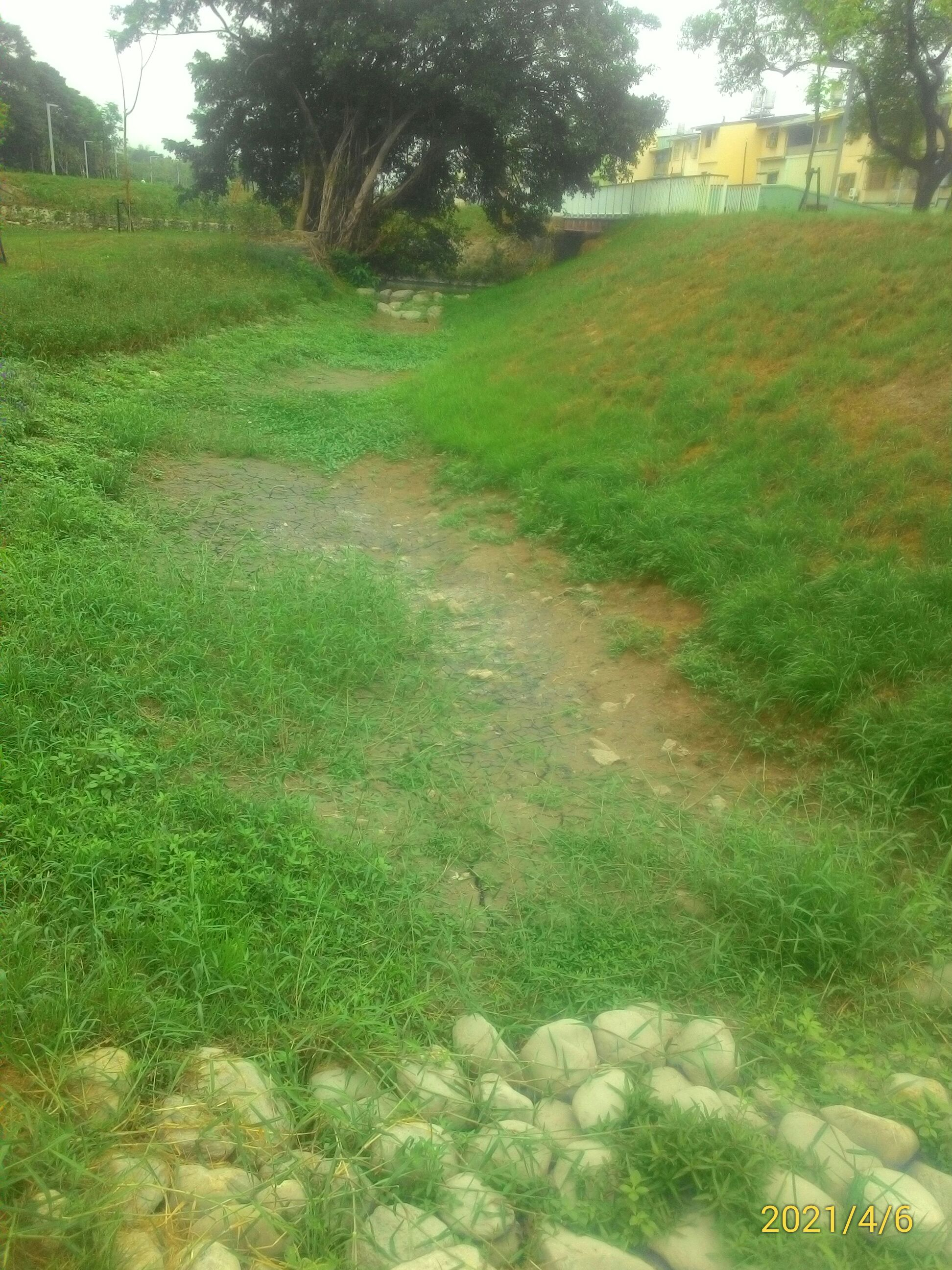
屏東縣民公園 – 引水道

## 外部連結
- 屏東縣民公園 - 屏東旅遊網 （页面存档备份，存于）